# 灯光艺术节
灯光艺术节（GLOW）是荷兰埃因霍温市一年一度的节日，始于2006年。在为期一周的灯光艺术节期间，来自荷兰国内外的艺术家和设计师们通过新媒体技术，如计算机，传感器，动画和投影等，来展现灯光艺术及其设计应用。 灯光艺术节以户外展示为主。 节日期间埃因霍温市的典型建筑物和场所都被绚丽多彩，神秘莫测的各式人工光源点亮。灯光艺术节展示的大多作品都集中在市中心附近和Dommel河畔。
埃因霍温市是飞利浦公司白炽灯设计和生产的发源地，该市长久以来一直与灯光照明产品的设计制造相关联。因而埃因霍温被称为"灯光之城"。
“GLOWNext”的核心是实验，所以它囊括着第一次露面的崭新项目。在埃因霍温，工程师，设计师，科学家和艺术家一直在紧密合作着，不断创造出创新光概念和技术以及新的见解。2016年，为庆贺埃因霍温理工大学建校60周年，“GLOWNext”项目第一次在大学校园内展出。

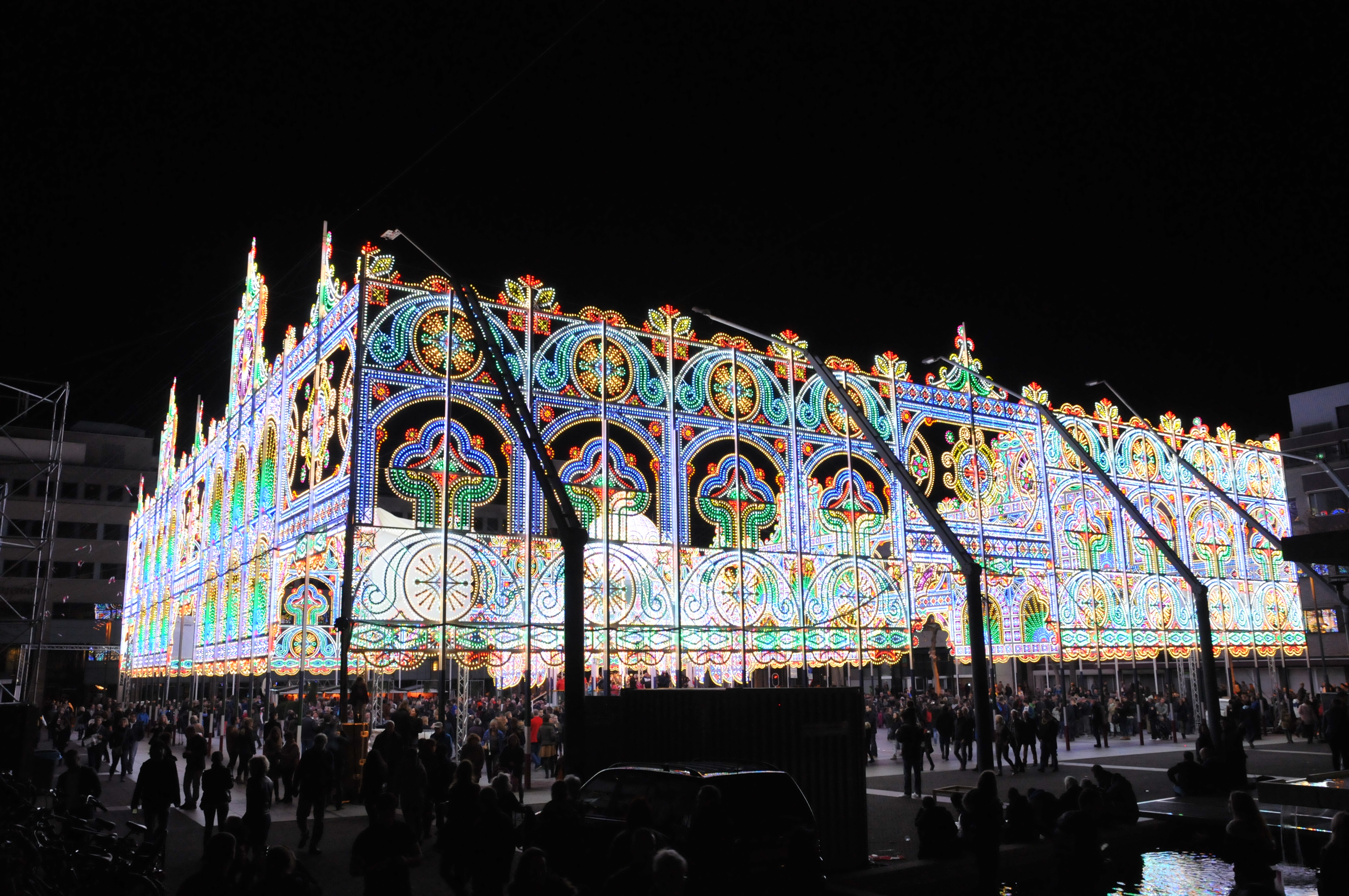
Luminarie De Cagna

## 歷史
| 年度 | 参观人数 |
| ---- | -------- |
| 2006 | 45.000   |
| 2007 | 65.000   |
| 2008 | 125.000  |
| 2009 | 150.000  |
| 2010 | 250.000  |
| 2011 | 360.000  |
| 2012 | 450.000  |
| 2013 | 520.000  |
| 2014 | 650.000  |
| 2015 | 730.000  |

## 圖片

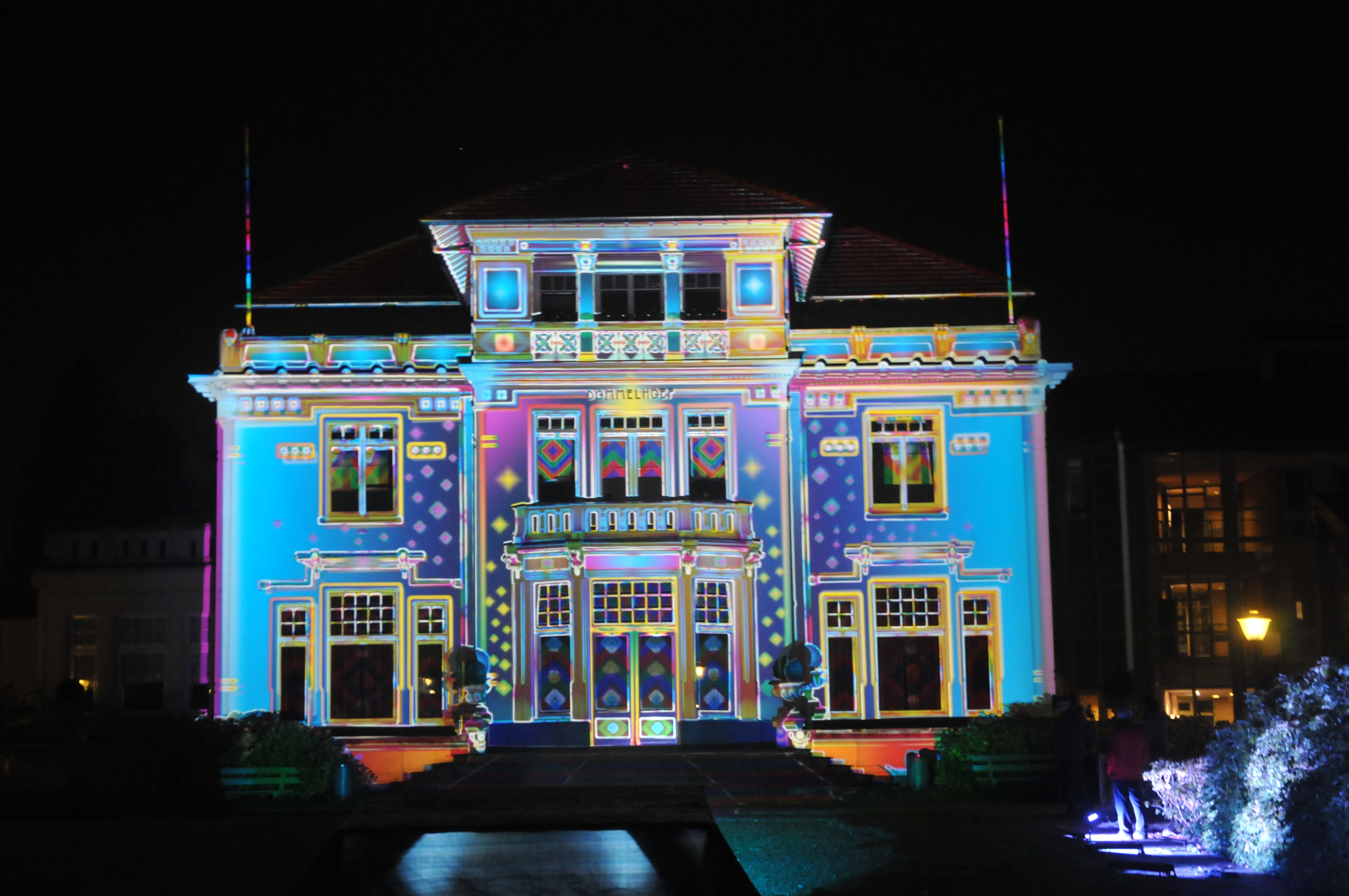
梦幻光影
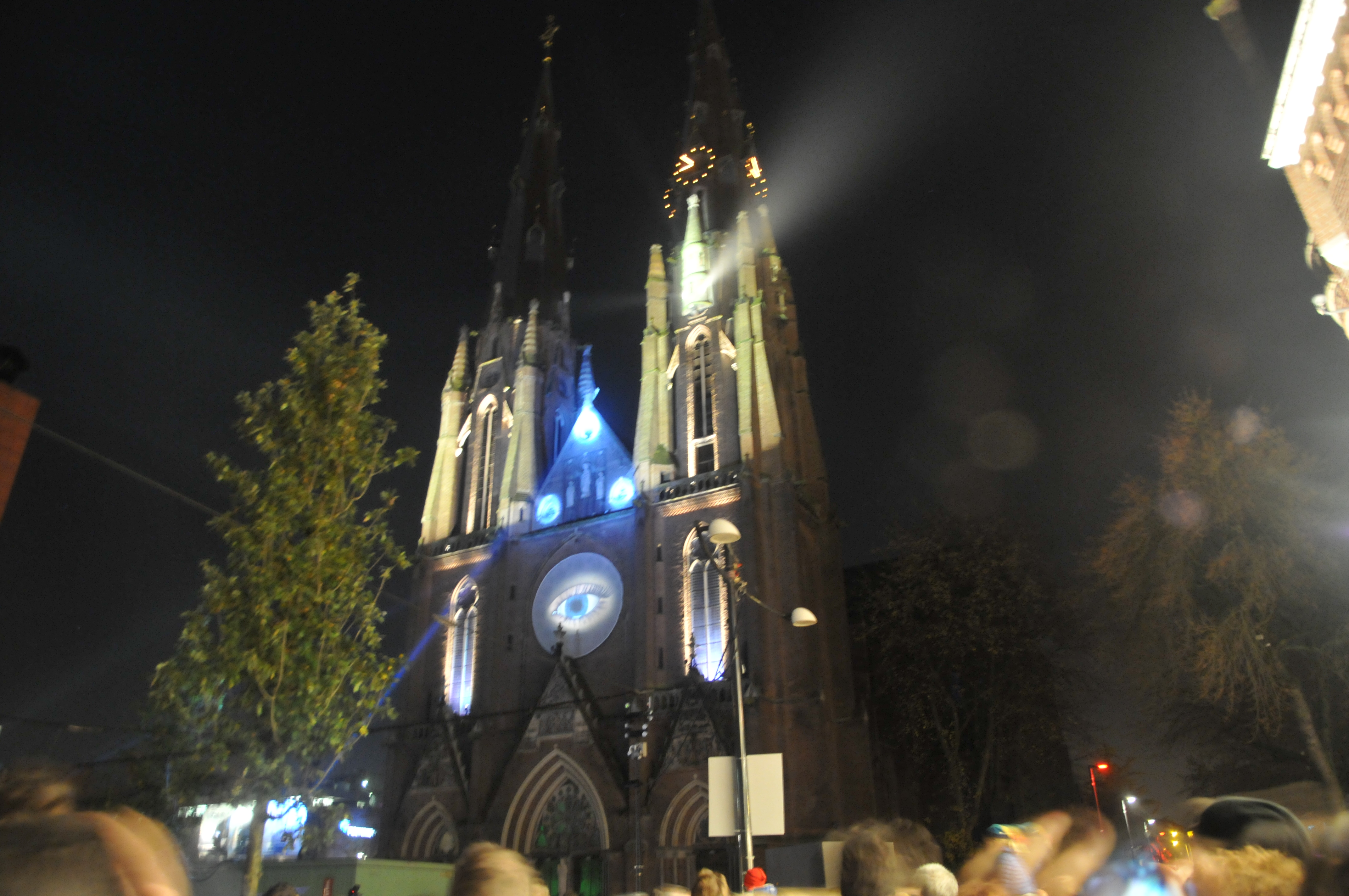
Catharina教堂的时间之眼
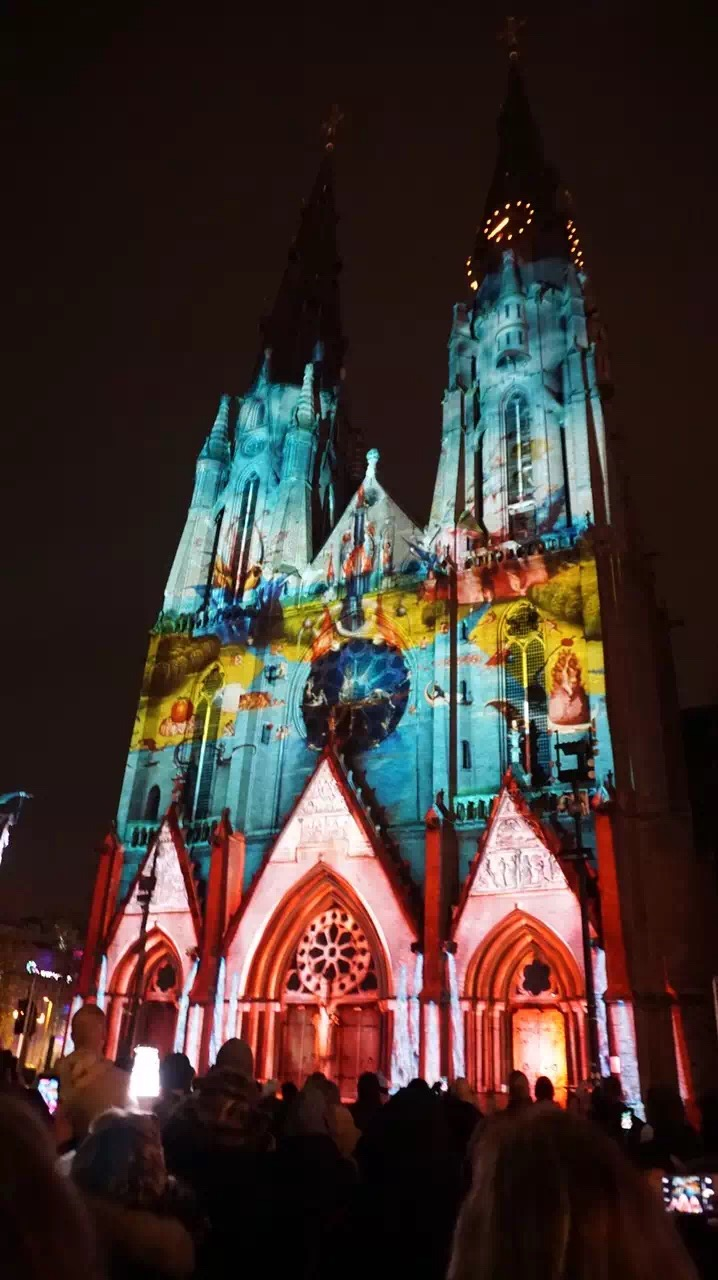
激情的魔幻迷宫：2016, 为纪念耶罗尼米斯·博斯逝世500周年，Catharina教堂变成了一幅耶罗尼米斯·博斯“魔幻世界”的三联画。